# Moderna (podjetje)
Moderna je ameriška biotehnološka družba s sedežem v Cambridgeu v Massachusettsu, ki se osredotoča na odkrivanje in razvoj zdravil ter tehnologije cepiv, ki temeljijo izključno na informacijski RNA (mRNA).  mRNA se z nosilcem vstavi v žive celice in izzove znotrajcelični nastanek sprožilcev imunskega odziva, kar je drugače kot pri običajnih cepivih, pri katerih se sprožilci pripravijo zunaj telesa. Gre za novo tehniko, ki so jo do zdaj opuščali zaradi neželenih učinkov vstavljanja RNA v celice.   Do novembra 2020 ni bilo za uporabo pri ljudeh odobreno še nobeno zdravilo, ki bi vsebovalo mRNA. 
Družba Moderna je izvajala večinoma neuspešna preskušanja na tradicionalnih dobičkonosnih področjih zdravljenja kroničnih bolezni v sodelovanju z družbo AstraZeneca in redkih boleznih v sodelovanju z družbo Alexion Pharmaceuticals. Leta 2014 se je glede na to, da bo mRNA cepivo – če pustimo vprašanje učinkovitosti ob strani – pri preskušancih vedno spodbudilo določeno raven tvorbe protiteles, osredotočila na manj dobičkonosna cepiva.  Zaradi te strateške spremembe so panožni strokovnjaki in zaposleni v Moderni začeli dvomiti o finančni sposobnosti preživetja družbe.
Decembra 2018 je Moderna izvedla največjo prvo javno ponudbo (IPO) na področju biotehnologije v zgodovini in za 8 % svojih delnic zbrala 600 milijonov ameriških dolarjev, kar pomeni skupno oceno vrednosti družbe v višini 7,5 milijarde USD ter skupno izgubo 1,5 milijarde USD in zbrani kapital 3,2 milijarde USD od ustanovitve. Novembra 2020 je bila vrednost Moderne ocenjena na 35 milijard ameriških dolarjev. Do zdaj ni bilo odobreno še nobeno od njenih zdravil, cepivo proti covidu-19 v razvoju pa se približuje pridobitvi dovoljenja za nujno uporabo. 

## Platforma
Moderna razvija mRNA, ki se v celice dostavlja v lipidnih nanodelcih, pri čemer mRNA vsebuje psevdouridinske nukleozide. Zdravila v preskušanju naj bi z insercijsko mutagenezo izboljšala učinkovitost zvijanja in prevajanja beljakovin. Novembra 2020 ni za profilaktično uporabo pri ljudeh odobrena še nobena RNA (ali RNA cepivo), vendar po predhodnem poročilu o preskušanju mRNA-1273 v majhnih odmerkih I. faze podatki kažejo, da je pri majhnem številu prostovoljcev, starih od 18 do 55 let, imunogena. O enem ali več hudih neželenih dogodkih je v skupini z odmerki po 250 μg poročal več kot eden od petih preskušancev, pri enem preskušancu, ki je prejel zelo majhen odmerek, pa je mRNA-1273 povzročila prehodno urtikarijo.

### Cepivo proti covidu-19
Januarja 2020 je Moderna v konkurenci z drugimi biotehnološkimi podjetji, kot so Gilead Sciences, Vaxart, Inovio Pharmaceuticals in Inovax, napovedala razvoj cepiva RNA za indukcijo imunosti proti SARS-CoV-2.   Družba Moderna je za indukcijo imunosti proti SARS-CoV-2 razvila informacijsko RNA (mRNA), poimenovano mRNA-1273, ki kodira predfuzijsko stabilizirano beljakovino bodice virusa (S – spike), sicer naravno prisotno na površini delcev SARS-CoV-2. Od objave so delnice družbe Moderna dramatično zrasle, izvršni direktor in drugi vodstveni delavci podjetja pa so začeli obsežno programsko prodajo svojih deležev.
Agencija Reuters je 7. julija poročala o sporu med Moderno in ameriškimi vladnimi znanstveniki zaradi nepripravljenosti družbe za izmenjavo podatkov iz kliničnih preskušanj in upoštevanje vseh korakov, ki jih je zahtevala vlada. 9. julija je Moderna objavila dogovor o celotni proizvodnji cepiva v družbi Laboratorios Farmacéuticos Rovi, če bo cepivo odobreno.
14. julija 2020 so znanstveniki Moderne objavili predhodne rezultate kliničnega preskušanja mRNA-1273 ob povečevanju odmerjanja mRNA-1273, ki so pokazali indukcijo nevtralizirajočih protiteles proti podenotama beljakovine bodice S1 in S2, odvisno od odmerka, že 15 dni po injiciranju. Blagi do zmerni neželeni učinki, kot so zvišana telesna temperatura, utrujenost, glavobol, bolečine v mišicah in bolečine na mestu injiciranja, so bili opaženi v vseh skupinah odmerjanja, vendar so bili pogostejši pri večjih odmerkih.  Cepivo v majhnih odmerkih je bilo ocenjeno kot varno in učinkovito za klinično preskušanje III. faze pri uporabi dveh odmerkov po 100 μg, danih v razmiku 29 dni. Moderna in Nacionalni inštitut za alergije in nalezljive bolezni sta 27. julija v ZDA začela preskušanje III. faze z načrtom za vključitev 30.000 prostovoljcev in njihovo razdelitev v dve skupini – prva skupina naj bi prejela dva odmerka po 100 μg cepiva mRNA-1273, druga pa 0,9-odstotni natrijev klorid. Od 7. avgusta se je za sodelovanje prijavilo več kot 4500 prostovoljcev. Po poročanju časnika Financial Times naj bi Moderna nameravala cepivo prodajati po ceni med 50 in 60 USD na režim.
Julija 2020 je Moderna v predhodnem poročilu napovedala, da je njen kandidat za operacijo Warp Speed v kliničnem preskušanju I. faze pri zdravih odraslih ustvaril nevtralizirajoča protitelesa.  »Pri odmerku 100 mikrogramov, ki ga bo Moderna uporabila pri obsežnejšem preskušanju, je imelo vseh 15 bolnikov neželene učinke, vključno z utrujenostjo, mrzlico, glavobolom, bolečinami v mišicah in bolečino na mestu injiciranja.« Načrt za nadaljnja preskušanja s problematičnimi večjimi odmerki so julija opustili.
11. avgusta 2020 je predsednik Trump sporočil, da so ZDA v okviru operacije Warp Speed podpisale sporazum o nakupu 100 milijonov odmerkov predvidenega cepiva družbe Moderna.
Septembra 2020 je Moderna objavila podroben načrt kliničnega preskušanja. 30. septembra je izvršni direktor družbe Stéphane Bancel dejal, da bo cepivo, če bo preskušanje uspešno, javnosti na voljo že konec marca ali v začetku aprila 2021. Od oktobra 2020 je Moderna zaključila vpis 30.000 udeležencev, potrebnih za preskušanje III. faze.
16. novembra 2020 je Moderna objavila rezultate kliničnega preskušanja III. faze, ki kažejo, da je njeno cepivo 94,5-odstotno učinkovito. Družba je sporočila, da cepivo v preskušanju ne zahteva shranjevanja pri zelo nizkih temperaturah.